# 夢之島熱帶植物館

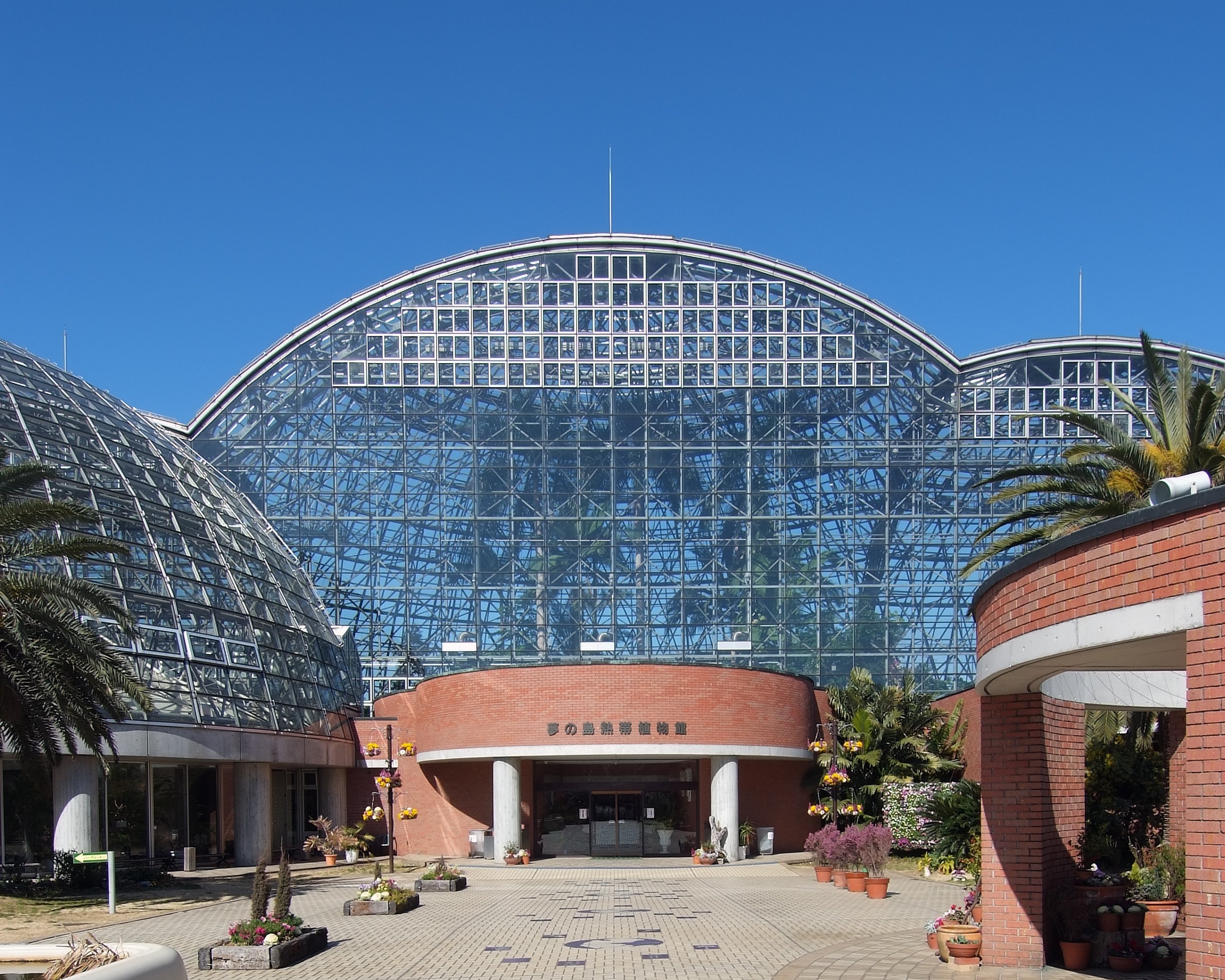

夢之島熱帶植物館（日语：夢の島熱帯植物館、ゆめのしまねったいしょくぶつかん）是位於日本東京都江東區夢之島都立夢之島公園的植物園。夢之島熱帶植物館開設於1988年11月19日，利用垃圾處理場焚燒垃圾產生的熱氣供暖。

## 外部連結
- 【東京都】夢の島熱帯植物館 - 公式ウェブサイト
- 夢の島熱帯植物館的Facebook專頁
- 東京都夢の島熱帯植物館的Instagram帳戶
- 夢の島熱帯植物館的X（前Twitter）
- YouTube上的夢の島公園・夢の島熱帯植物館公式「ゆめねつチャンネル」頻道